# Europees kampioenschap voetbal vrouwen 1987
Het Europees kampioenschap voetbal vrouwen 1987 was een voetbaltoernooi gehouden in Noorwegen.
Het toernooi begon met de kwalificatie voor de halve finales. De zestien teams werden verdeeld over vier groepen. De nummer één ging door naar de halve finales.

## Kwalificatie

### Groep 1
| Land           | Wed | Win | Gel | Ver | DV | DT | +/– | Pnt |
| -------------- | --- | --- | --- | --- | -- | -- | --- | --- |
| Noorwegen      | 6   | 3   | 3   | 0   | 12 | 6  | +6  | 9   |
| Denemarken     | 6   | 2   | 2   | 2   | 10 | 10 | 0   | 6   |
| West-Duitsland | 6   | 2   | 1   | 3   | 5  | 7  | –2  | 5   |
| Finland        | 6   | 1   | 2   | 3   | 2  | 6  | –4  | 4   |

### Groep 2
| Land          | Wed | Win | Gel | Ver | DV | DT | +/– | Pnt |
| ------------- | --- | --- | --- | --- | -- | -- | --- | --- |
| Engeland      | 6   | 6   | 0   | 0   | 24 | 1  | +23 | 12  |
| Schotland     | 6   | 4   | 0   | 2   | 24 | 10 | +14 | 8   |
| Ierland       | 6   | 2   | 0   | 4   | 4  | 17 | –13 | 4   |
| Noord-Ierland | 6   | 0   | 0   | 6   | 2  | 36 | –34 | 0   |

### Groep 3
| Land      | Wed | Win | Gel | Ver | DV | DT | +/– | Pnt |
| --------- | --- | --- | --- | --- | -- | -- | --- | --- |
| Zweden    | 6   | 5   | 0   | 1   | 14 | 3  | +11 | 10  |
| Nederland | 6   | 5   | 0   | 1   | 14 | 6  | +8  | 10  |
| Frankrijk | 6   | 1   | 0   | 5   | 7  | 15 | –8  | 2   |
| België    | 6   | 0   | 1   | 5   | 6  | 17 | –11 | 1   |

### Groep 4
| Land        | Wed | Win | Gel | Ver | DV | DT | +/– | Pnt |
| ----------- | --- | --- | --- | --- | -- | -- | --- | --- |
| Italië      | 6   | 5   | 1   | 0   | 13 | 6  | +7  | 11  |
| Hongarije   | 6   | 3   | 1   | 2   | 8  | 7  | +1  | 7   |
| Spanje      | 6   | 1   | 1   | 4   | 7  | 9  | –2  | 3   |
| Zwitserland | 6   | 1   | 1   | 4   | 5  | 11 | –6  | 3   |

## Halve finales
Oslo
| Noorwegen | 2-0 | Italië |  |

Moss
| Zweden | 3-2 n.e.t.* | Engeland |  |

*: n.e.t. betekent na extra tijd (Verlenging)

## Troostfinale
Drammen
| Italië | 2-1 | Engeland |  |

## Finale
Oslo
| Noorwegen | 2-1 | Zweden |  |

| UEFA Europees kampioenschap vrouwenvoetbal Winnaar 1987 |
| ------------------------------------------------------- |
|                                                         |
| NOORWEGEN 1e titel                                      |

## Doelpuntenmakers
3 doelpunten
- Trude Stendal

2 doelpunten
- Kerry Davis
- Gunilla Axén

1 doelpunt
- Jackie Sherrard
- Carolina Morace
- Elisabetta Vignotto
- Heidi Støre
- Anette Börjesson
- Lena Videkull